# Télévision mécanique

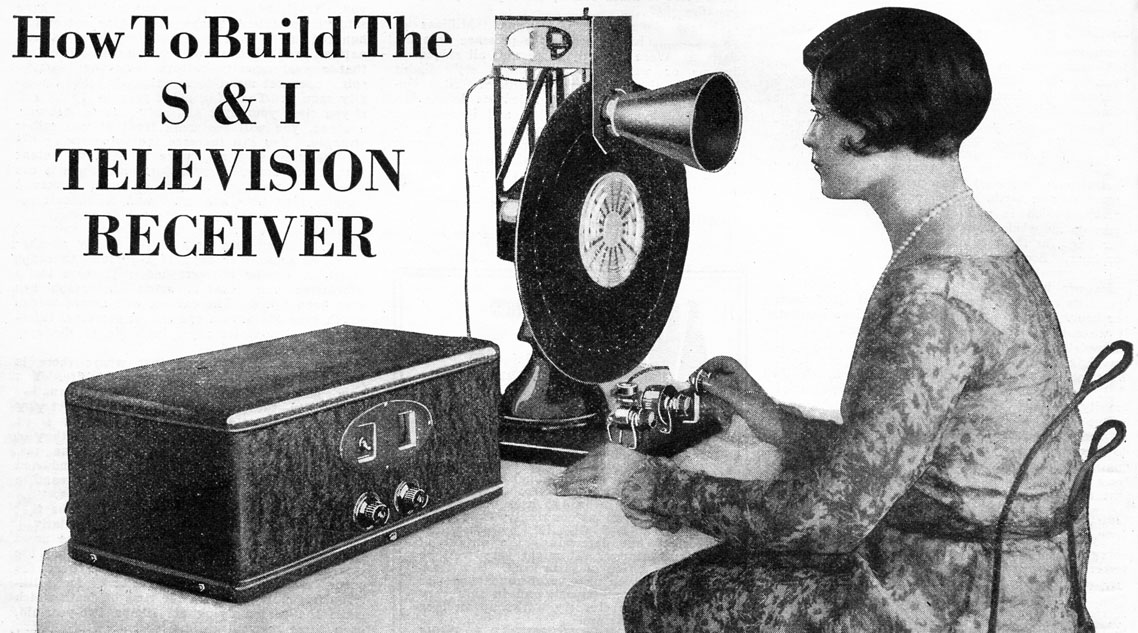
Cette dame observe les images d'un système de télévision mécanique. La « télévision » (à la droite), qui produit les images, utilise un disque métallique perforé (disque de Nipkow) qui tourne devant une lampe au néon. Chaque trou du disque qui passe devant la lampe produit une ligne qui constitue une partie de l'image. Le signal vidéo de l'unité de réception (à la gauche) fait dynamiquement varier l'intensité de la lampe. Ce système produit une image carrée d'environ 1.5 pouce de côté. Les images sont de couleur orange pâle.

La télévision mécanique désigne un système d'affichage et de traitement optique d'images télévisées, principalement mis au point par John Logie Baird en 1926.
À la source du dispositif, un appareil analyse une scène grâce à une caméra de prise de vue mécanique à balayage exploitant un disque rotatif perforé, ou un miroir en rotation, synchronisés. Grâce à des circuits électroniques spécifiques, le signal optique est transformé en signal vidéo permettant sa retransmission et son affichage.
À l'autre extrémité de la liaison ou de la retransmission, un appareil récepteur ou un dispositif de visualisation exploite une technique similaire pour démoduler, décoder la source et grâce à des circuits et un disque optique rotatif synchronisé, le transforme en signal lumineux pour reconstituer l'image animée.
La précision concernant les Techniques de télévision fait l'objet d'un article séparé.

## Histoire
Chronologiquement, la télévision exploite différentes solutions mécaniques pour capter et afficher les images vidéo. Les dispositifs exploitent un disque rotatif motorisé et percé d'orifices optiques, défilant devant le téléspectateur ; le même principe pour la caméra de prise de vues vidéo est exploité avant la diffusion.
Dès l'année 1882, l'électricien britannique Llewelyn Birchall Atkinson imagine le premier système de balayage par tambour de miroirs, qui sera théorisé en 1889 par l'Alsacien Lazare Weiller et utilisé par différents systèmes de télévision mécanique dans les années 1920. En 1884, l'inventeur allemand Paul Nipkow fait breveter un dispositif d'analyse d'images par lignes, le disque de Nipkow, qui est un des deux systèmes de balayage de la télévision mécanique.

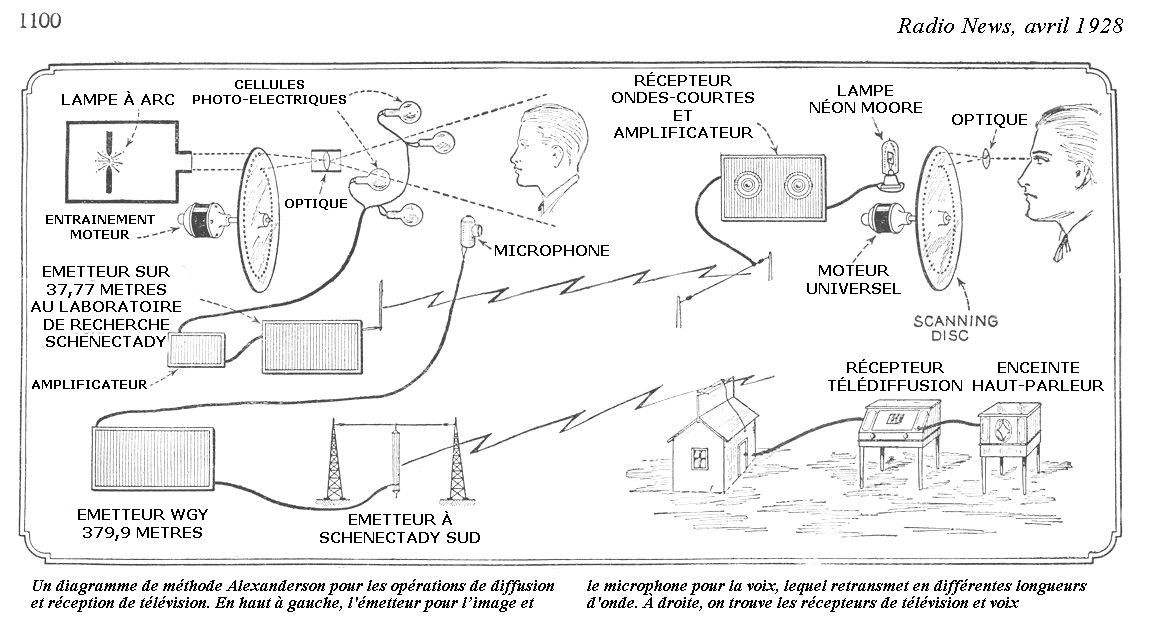
Principe de fonctionnement d'un dispositif de télévision mécanique

En 1900, lors du Congrès international d'électricité qui a lieu à Paris dans le cadre de l'Exposition universelle, l'ingénieur russe Constantin Perskyi présente une communication « Télévision au moyen de l'électricité » qui est la première apparition du terme en français.
Comme quelques autres concurrents, le système John Logie Baird de télévision mécanique fait partie des premiers à avoir été expérimentés, à partir des années 1920, affichant une image de télévision visualisable mais médiocre, dans un cadre strictement expérimental. En 1926, le 26 janvier : L'Écossais John Logie Baird effectue, à Londres, la première retransmission publique de télévision en direct ; télévision à système mécanique, sans tube cathodique.
En 1928, Hovannes Adamian procède à une démonstration publique de télévision mécanique en couleur, à Londres.
Le 14 avril, la première démonstration en France de René Barthélemy, devant 800 invités, d'une image de trente lignes (court-métrage et prises de vues en direct) entre le laboratoire de la Compagnie des Compteurs de Montrouge et l'école supérieure d'électricité de Malakoff située à 2 kilomètres, présentée par Suzanne Bridoux. Première transmission par émetteur, d’autres ayant été réalisées précédemment mais par câble. Le 17 novembre 1935, Barthelemy améliore la définition de la télévision qui passe en 180 lignes et un émetteur d'ondes courtes est installé au sommet de la tour Eiffel.

## Aspects techniques

Schéma du disque de Nipkow servant pour la captation et la restitution de l'image. La zone en noir est le champ visuel capté/restitué.

L'image est restituée en utilisant une seule lampe, dont l’intensité varie en fonction du signal transmis. Le signal est acquis avec un principe similaire à celui de la restitution.
Entre cette lampe et le spectateur est disposé un disque de Nipkow qui tourne à grande vitesse. Ce disque est percé de trous, qui passent un par un devant la lampe. Chaque trou décrit alors sur l’écran une ligne horizontale qui passe de la gauche à la droite du champ visuel. Pendant ce défilement horizontal, l’intensité de la lampe varie. Puis lorsque le trou sort du champ visuel, un deuxième trou, sur la ligne juste en dessous, prend le relais, et restitue à nouveau la variation de l’intensité de la lampe, et ainsi de suite jusqu’au dernier trou qui représente la ligne inférieure du champ visuel restitué.
On obtient ainsi une image visible (et légèrement courbée puisque chaque trou ne parcourt pas une ligne horizontale mais un arc de cercle, étant donné le diamètre du disque). Bien qu’une seule lampe soit nécessaire, la totalité du champ visuel est balayée, chacune de ses zones bénéficiant d’une certaine intensité de lumière, ce qui est la base de la télévision en noir et blanc.
Du point de vue de l’émetteur, le système est comparable : la scène filmée est fortement éclairée, et le même dispositif (disque percé de trous) est placé devant une cellule photoélectrique. Celle-ci, recevant une lumière plus ou moins forte selon les zones de l’image filmées, transforme cette image en signal électrique plus ou moins intense, qui servira à faire varier l’intensité de la lampe du récepteur de télévision précédemment décrit.